# Khapàtxev
Khapàtxev (en rus Хапачев) és un khútor de la República d'Adiguèsia, a Rússia. Es troba a la vora del riu Labà, a 8 km al nord de Khakurinokhabl i a 72 km al nord de Maikop. Pertany a l'aül de Khakurinokhabl.

## Història
Khapàtxev fou fundat el 1884 pels colons cosacs a l'emplaçament d'un aül adiguès els habitants del qual s'havien traslladat a Turquia forçosament. L'1 de gener de 1927 a Khapàtxev ja hi vivien 357 persones. La seva composició ètnica era predominantment russa, però també hi havia ucraïnesos, tàtars i daguestanesos. El primer kolkhoz, Novi Bit, fou creat el 1930 i fabricava maons, conreava hortalisses, criava ramaderia, produïa cereals i d'altres conreus, així com productes apícoles.